# L16 81mm aknavető
Az L16 81 mm-es aknavető az Egyesült Királyság hadseregének egyik fegyvere. Eredetileg közös angol-kanadai tervezésű fegyver, amely alapul szolgált az amerikai gyártmányú M252-es aknavetőnek. Ugyanennek a fegyvernek az Ausztráliában használt és gyártott verziója az ott F2 típusjelű 81 mm-es aknavető is.
Az L16 aknavető 1965-1966-ban váltotta fel a korábbi Ordnance ML 3 hüvelykes aknavetőt, melyet addig a Királyi Haditengerészet és a Royal Air Force(Királyi Légierő) is használt.
Az Egyesült Királyság harcoló és gépesített alakulatai az L16-os járműre szerelt változatát használják. Ez általában az FV 432 AFV típusjelű, melyhez zászlóaljanként két aknavető szakaszt tartanak hadrendben. Másik verziója a Bv 206-os, melyet sok más hadsereg is használ. 
Az L16 81 mm-es aknavetőt részeire (állvány, cső, talplemez) szétszerelve szállítják legtöbbször járműveken, vagy helikopteren, majd a tüzeléskor telepítik az aknavetőt, amikor is összeszerelik a fő részeit. A tüzelést kizárólag összeszerelt állapotban lehet végrehajtani. Az L16-os súlya harckész helyzetben 35,3 kilogramm. Maximális lőtávolság 5650 méter.
Az aknavetőt szétszerelt állapotban akár emberek által is lehet szállítani, de ez eléggé fáradságos munka-különösen annak, aki az állványt viszi-, ezért ezt a megoldást inkább kerülik. Lőszereit többnyire egy másik, a zászlóalj állományából kijelölt katona viszi, saját egyéni felszerelésével együtt.